# Wybory parlamentarne w Kanadzie w 2019 roku
43. wybory parlamentarne w Kanadzie odbyły się 21 października 2019 roku. W ich wyniku Kanadyjczycy wybrali 338 posłów do Parlamentu Kanady

## Zarejestrowane komitety wyborcze
Czterema głównymi komitetami były:
|  | Partia                            | Pozycja na scenie politycznej, ideologia i poglądy gospodarcze              | Lider                  |
|  | --------------------------------- | --------------------------------------------------------------------------- | ---------------------- |
|  | Konserwatywna Partia Kanady (CPC) | Centroprawica, konserwatyzm, federalizm, liberalizm gospodarczy             | Andrew Scheer          |
|  | Liberalna Partia Kanady (LPC)     | Centrolewica, liberalizm, socjalliberalizm                                  | Justin Trudeau         |
|  | Nowa Partia Demokratyczna (NDP)   | Lewica, socjaldemokracja, socjalizm demokratyczny                           | Jagmeet Singh          |
|  | Blok Quebecu                      | Centrolewica, socjaldemokracja, lewica narodowa, regionalizm, republikanizm | Yves-François Blanchet |
|  | Zielona Partia Kanady (GPC)       | Centrum, zielona polityka, zielony liberalizm                               | Elizabeth May          |
|  | Kanadyjska Partia Ludowa (PPC)    | Prawica, konserwatyzm, liberalizm klasyczny, prawicowy populizm             | Maxime Bernier         |

### Liderzy partii

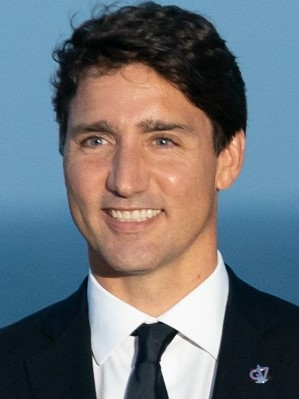
Justin Trudeau – Liberalna Partia Kanady
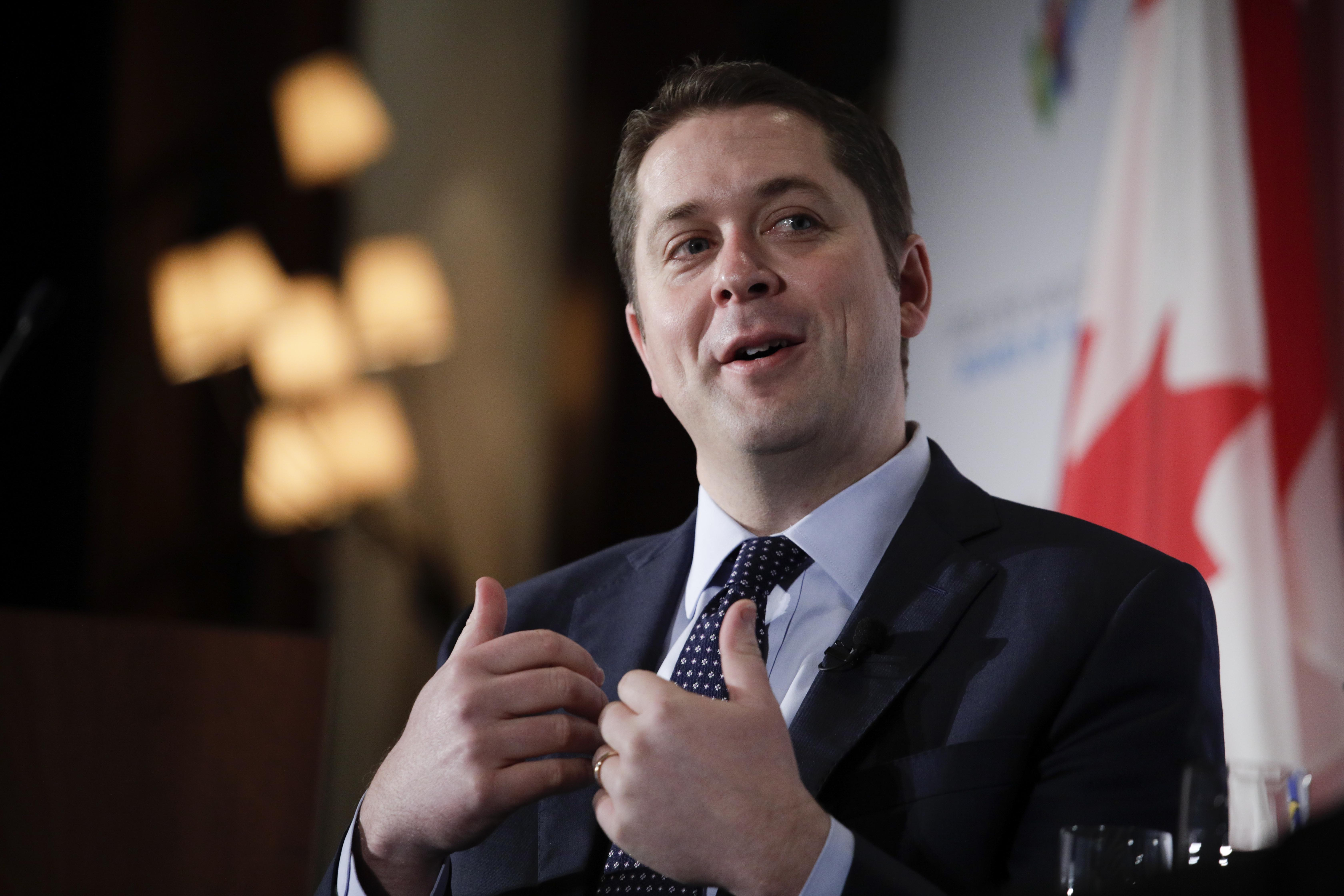
Andrew Scheer – Konserwatywna Partia Kanady
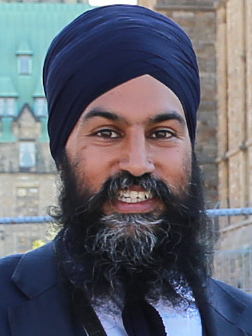
Jagmeet Singh – Nowa Partia Demokratyczna
Yves-François Blanchet – Blok Quebecu
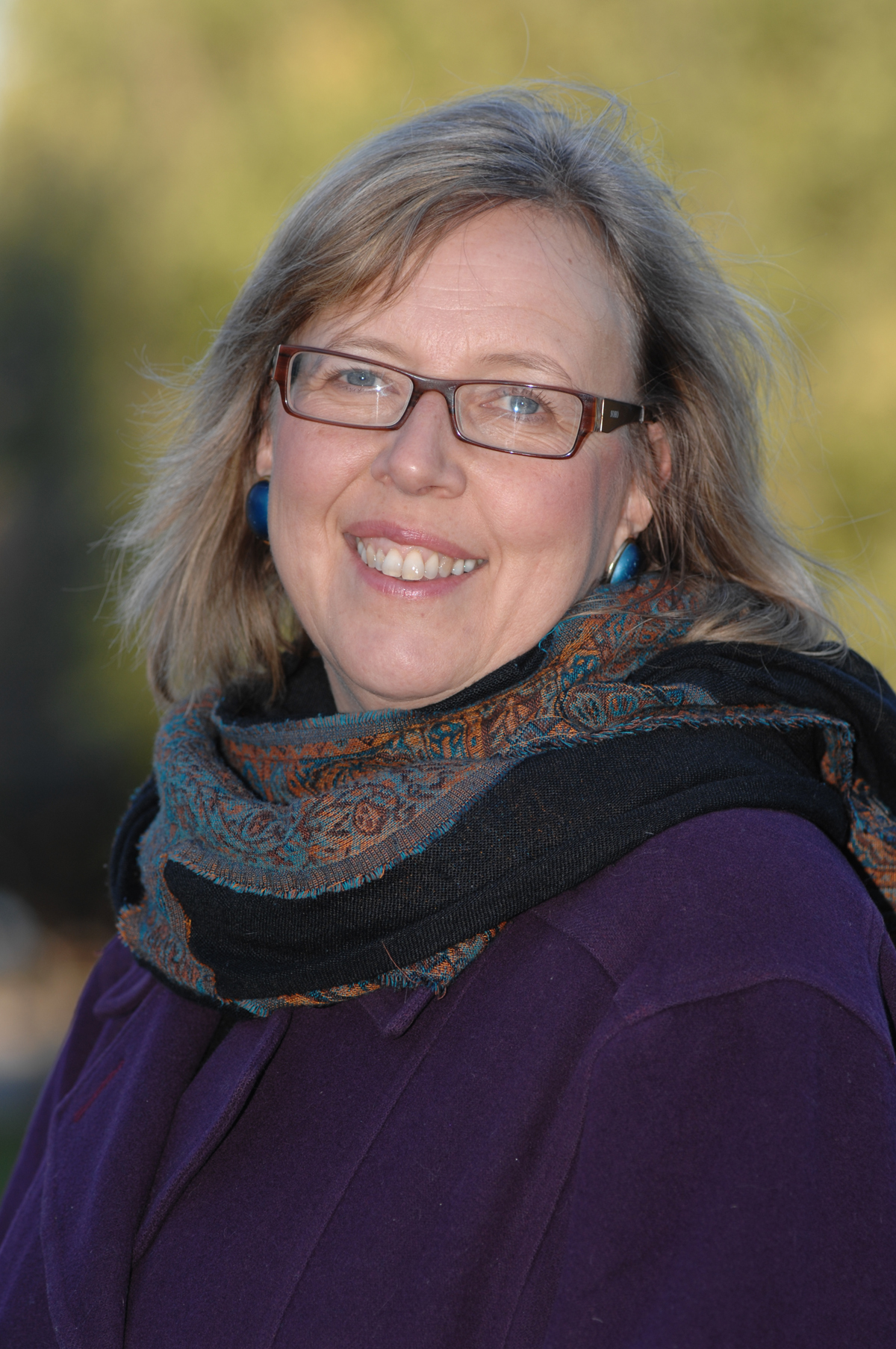
Elizabeth May – Zielona Partia Kanady

## Wyniki wyborów
Wybory wygrała Liberalna Partia Kanady, jednak znalazła się w rządzie mniejszościowym. Frekwencja wyniosła 66%.
| Lista wyborcza | Głosy     | %     | Mandaty | Zmiana |
| -------------- | --------- | ----- | ------- | ------ |
| LPC            | 5 915 950 | 33,07 | 157     | 20     |
| CPC            | 6 155 662 | 34,41 | 121     | 26     |
| Blok Quebecu   | 1 376 135 | 7,69  | 32      | 22     |
| NDP            | 2 849 214 | 15,93 | 24      | 15     |
| GPC            | 1 162 361 | 6,5   | 3       | 2      |